# Абал, Самуэль
Самуэль Абал (англ. Samuel Abal; род. 26 июня 1958) — государственный и политический деятель Папуа — Новой Гвинеи. Занимал должность министра иностранных дел с августа 2007 по декабрь 2010 года, стал заместителем премьер-министра страны в результате перестановок в кабинете министров, проведённых Майклом Томасом Сомаре 7 декабря 2010 года. Кроме того, стал исполняющим обязанности премьер-министра Папуа-Новой Гвинеи 13 декабря 2010 года, когда Майкл Томас Сомаре ушёл в отставку и предстал перед трибуналом по обвинениям в неэффективном управлении финансами. Его пребывание в должности исполняющего обязанности премьер-министра закончилось 2 августа 2011 года, когда Питер О’Нил выиграл парламентское голосование и был назначен премьер-министром.

## Биография
Родился в семье сэра Тей Абала, который считается одним из отцов-основателей Папуа — Новой Гвинеи.
Являлся членом национального парламента Папуа — Новой Гвинеи, представляя избирательный округ Вабаг в провинции Энга.
Премьер-министр Майкл Томас Сомаре назначил министра иностранных дел Самуэля Абала заместителем премьер-министра в результате перестановок в кабинете министров 7 декабря 2010 года. Он был проинформирован о предстоящих перестановках перед назначением во время участия в конференции по горнодобывающей промышленности в Сиднее (Австралия).
Майкл Томас Сомаре снял с должности заместителя премьер-министра Дона Поли из Кандепа, сменив его на Самуэля Абала. Между Майклом Томасом Сомаре и Доном Поли образовался раскол из-за неудачного вотума недоверия Майклу Сомаре в середине 2010 года, который, как считалось, частично был инициирован Доном Поли. Майкл Томас Сомаре начал перестановки в правительстве в рамках подготовки к уходу в отставку, чтобы предстать перед трибуналом. Утверждается, что Майкл Томас Сомаре не представил финансовые отчёты в период с 1994 по 1997 год и представил отчёты с опозданием в период с 1998 по 2004 год. Согласно законам Папуа — Новой Гвинеи, премьер-министр должен покинуть свой пост во время суда. Назначение Самуэля Абала гарантировало Майклу Томасу Сомаре наличие близкого союзника в качестве исполняющего обязанности премьер-министра.
13 декабря 2010 года Майкл Томас Сомаре ушел с должности премьер-министра. В подготовленном заявлении он заявил, что «теперь добровольно уйдет в отставку и позволит заместителю премьер-министра Самуэлю Абалу взять на себя () все функции и ответственность на должности премьер-министра, пока он занимается очищением своего имени». Самуэль Абал был приведен к присяге в тот же день и исполнял обязанности премьер-министра во время трибунала Майкла Томаса Сомаре и короткого перерыва.
Снова стал исполняющим обязанности премьер-министра в апреле 2011 года, когда премьер-министр Майкл Томас Сомаре прилетел в Сингапур для операции на сердце. Сомаре оставался в больнице в Сингапуре в реанимации до выхода в отставку в конце июня 2011 года.
В июне 2011 года тело женщины было найдено в саду дома Самуэля Абала в Порт-Морсби. Его сын Тео, «предположительно последний, кого видели с женщиной», в то время пропал без вести, а через два дня был найден и арестован полицией в качестве главного подозреваемого. Самуэль Абал переехал в отель, так как его дом стал местом преступления.
По состоянию на 28 июня 2011 года было неясно, станет ли Самуэль Абал премьер-министром после ухода Майкла Томаса Сомаре из политики по состоянию здоровья. Представитель Артура Сомаре заявил, что «политический процесс пойдет своим чередом» и решит политическое будущее Самуэля Абала.
В 2012 году Самуэль Абал стал заместителем лидера оппозиции после выхода на пенсию Кэрол Киду.
В июне 2012 года газета Papua New Guinea Post-Courier сообщила, что Самуэль Абал будет баллотироваться на всеобщих выборах в качестве независимого кандидата на должность премьер-министра. Самуэль Абал заявил, что потерял веру в партийную систему страны и это привело к хаосу в правительстве. Однако, уступил место кандидату от Народной партии Роберту Ганиму.